# Frederick Banting
Frederick Grant Banting (Alliston, 14 de novembro de 1891 — Terra Nova, 21 de fevereiro de 1941) foi um médico canadense.

## Vida
Estudou na Universidade de Toronto e foi médico militar durante a Primeira Guerra Mundial. Posteriormente foi ajudante de fisiologia na Universidade do Ontário Ocidental e a partir de 1921 professor na Universidade de Toronto.
Recebeu o Nobel de Fisiologia ou Medicina de 1923. É considerado um dos descobridores da insulina.
Em 1930, o Parlamento do Canadá concedeu-lhe uma ajuda para a instalação de um laboratório de investigação (o Instituto Banting) e a sua universidade criou uma cátedra com o seu nome. Aí trabalhou em várias linhas: as suas últimas investigações no Instituto debruçavam-se sobre o cancro, o córtex adrenal e a silicose.
Durante a Segunda Guerra Mundial foi major do Corpo Médico e chefe da secção médica do Conselho Nacional de Investigação do Canadá.
Morreu devido aos ferimentos sofridos em um acidente de aviação na Terra Nova.

## Pesquisa médica

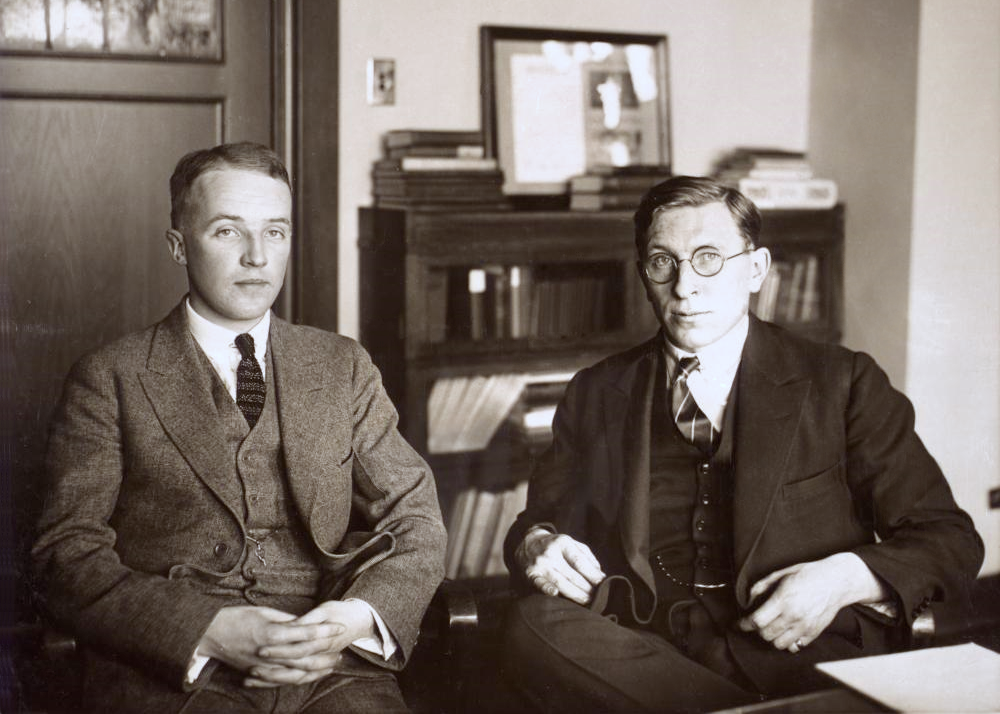
Charles H. Best e Banting, c. 1924

Um artigo que leu sobre o pâncreas despertou o interesse de Banting pela diabetes. Banting teve que dar uma palestra sobre o pâncreas para uma de suas turmas na University of Western Ontario em 1o de novembro de 1920 e, portanto, estava lendo relatórios que outros cientistas haviam escrito.:51–52 Pesquisas de Naunyn, Minkowski, Opie, Sharpey-Schafer, e outros sugeriram que o diabetes resultou da falta de um hormônio proteico secretado pelos pâncreas. Schafer chamou esse hormônio putativo de "insulina". O hormônio foi pensado para controlar o metabolismo do açúcar; sua falta levou a um aumento do açúcar no sangue, que foi então excretado na urina. As tentativas de extrair insulina das células do pâncreas moídas não tiveram sucesso, provavelmente devido à destruição da insulina pela enzima de proteólise do pâncreas. O desafio era encontrar uma maneira de extrair a insulina do pâncreas antes de sua destruição.
Moses Barron publicou um artigo em 1920 que descreveu o fechamento experimental do ducto pancreático por ligadura; isso influenciou ainda mais o pensamento de Banting. O procedimento causou a deterioração das células do pâncreas que secretam tripsina que decompõe a insulina, mas deixou intactas as ilhotas de Langerhans. Banting percebeu que esse procedimento destruiria as células secretoras de tripsina, mas não a insulina. Assim que as células secretoras de tripsina morressem, a insulina poderia ser extraída das ilhotas de Langerhans. Banting discutiu essa abordagem com John James Rickard Macleod, Professor de Fisiologia da Universidade de Toronto. Macleod forneceu instalações experimentais e a assistência de um de seus alunos, Charles Best. Banting e Best, com a ajuda do bioquímico James Collip, iniciaram a produção de insulina por esse meio.
À medida que os experimentos prosseguiam, as quantidades necessárias não podiam mais ser obtidas por meio de cirurgias em cães vivos. Em novembro de 1921, Banting teve a ideia de obter insulina do pâncreas fetal. Ele removeu o pâncreas de bezerros fetais em um matadouro da William Davies e descobriu que os extratos eram tão potentes quanto os extraídos dos pâncreas de cães. Em dezembro de 1921, ele também conseguiu extrair insulina do pâncreas adulto. Carne de porco e a carne continuariam sendo as principais fontes comerciais de insulina até serem substituídas por bactérias geneticamente modificadas no final do século XX. Em 11 de janeiro de 1922, a primeira injeção de insulina foi dada ao canadense Leonard Thompson, de 14 anos, no Hospital Geral de Toronto. Na primavera de 1922, Banting estabeleceu um consultório particular em Toronto e começou a tratar pacientes diabéticos. Sua primeira paciente americana foi Elizabeth Hughes Gossett, filha do secretário de estado americano Charles Evans Hughes.
Banting e Macleod receberam conjuntamente o Prêmio Nobel de Fisiologia ou Medicina de 1923.

### Depois da insulina

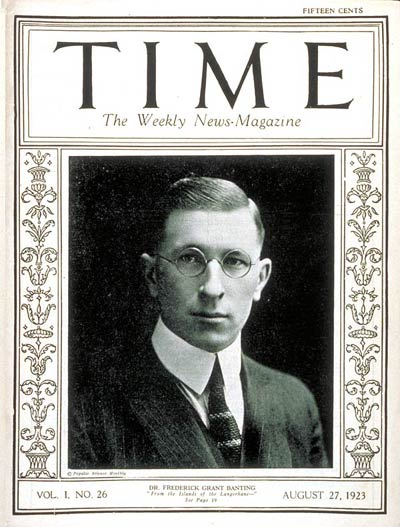
Cobertura da Time, 27 de agosto de 1923

Banting foi nomeado Demonstrador Sênior em Medicina na Universidade de Toronto em 1922. No ano seguinte, ele foi eleito para o novo Banting e Melhor Presidente de Pesquisa Médica, financiado pelo Legislativo da Província de Ontário. Ele também atuou como médico consultor honorário do Toronto General, do Hospital for Sick Children e do Toronto Western Hospital. No Banting and Best Institute, ele concentrou sua pesquisa em silicose, câncer e os mecanismos de afogamento.
Em 1938, o interesse de Banting pela medicina da aviação resultou em sua participação com a Royal Canadian Air Force (RCAF) na pesquisa sobre os problemas fisiológicos encontrados por pilotos que operam aeronaves de combate de alta altitude. Banting chefiou a Unidade de Investigação Clínica Número 1 (CIU) da RCAF, que estava alojada em uma instalação secreta no terreno do antigo Eglinton Hunt Club em Toronto.
Durante a Segunda Guerra Mundial, ele investigou os problemas dos aviadores, como o "apagão" (síncope). Ele também ajudou Wilbur Franks com a invenção do G-suit para impedir que os pilotos desmaiassem quando eram submetidos às forças G durante uma curva ou mergulho.:255 Outro dos projetos de Banting durante a Segunda Guerra Mundial envolveu o uso e tratamento de queimaduras de gás mostarda. Banting até testou o gás e os antídotos em si mesmo para ver se eram eficazes.:256